# A. J. Pollock
Allen Lorenz Pollock, detto A.J. (Hebron, 5 dicembre 1987), è un giocatore di baseball statunitense, esterno centro per i Chicago White Sox della Major League Baseball.

## Carriera

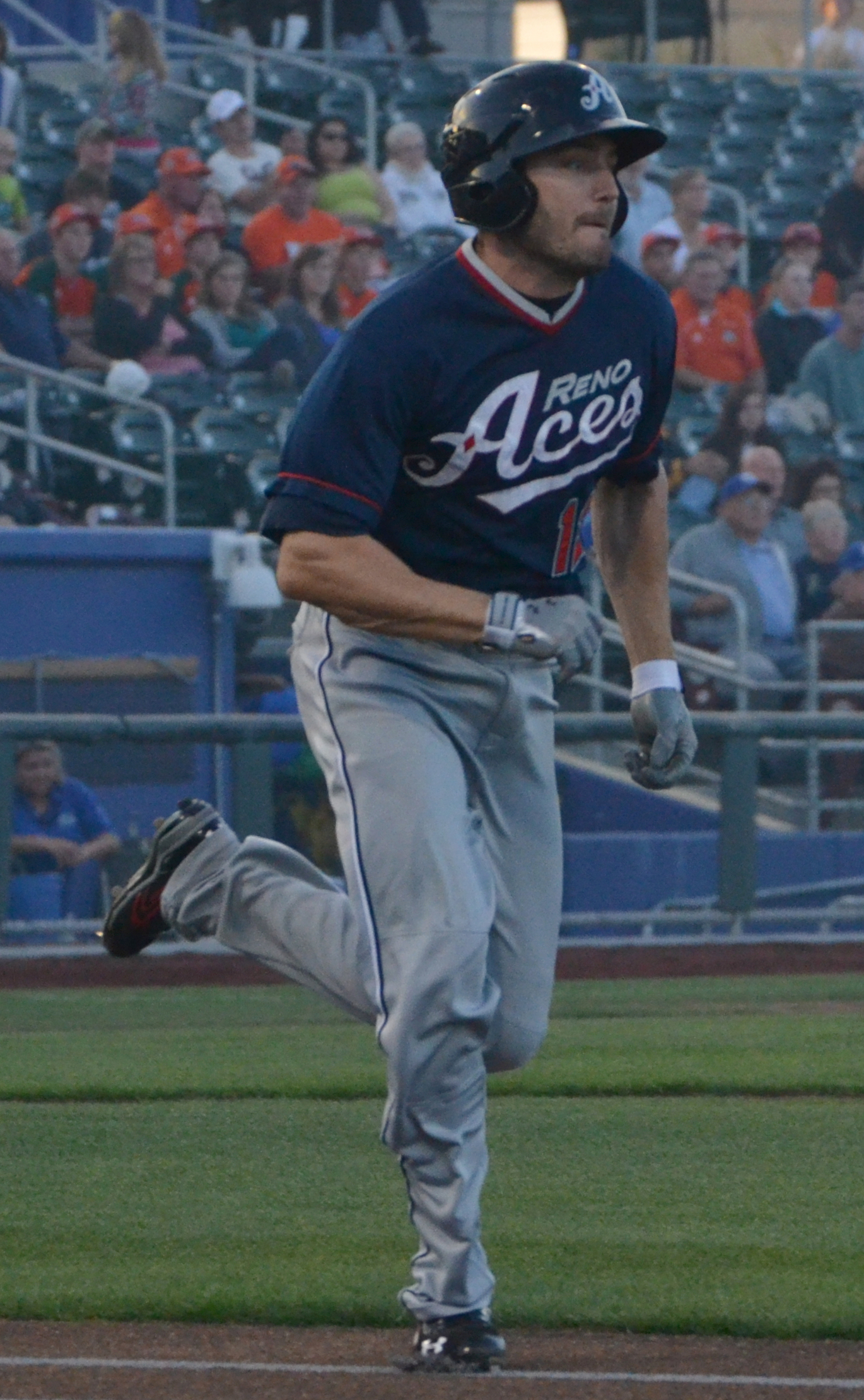
Pollock con i Reno Aces della Tripla-A nel 2012

### Inizi e Minor League (MiLB)
Pollock frequentò la RHAM High School nella sua città natale a Hebron, Connecticut, dove giocò a pallacanestro, calcio e baseball. Terminati gli studi superiori si iscrisse all'Università di Notre Dame nell'omonima località, situata a nord di South Bend, Indiana. Da lì venne selezionato nel 1º turno, come 17ª scelta assoluta del draft MLB 2009 dagli Arizona Diamondbacks, che lo assegnarono nella classe A. Nel 2010 venne invitato per gli allenamenti primaverili della prima squadra, tuttavia durante una partita si fratturò il gomito destro nel tentativo di afferrare una palla dritta e fu quindi costretto a saltare l'intera stagione a causa dell'infortunio. Tornò per la stagione 2011, disputandola interamente nella Doppia-A.

### Major League (MLB)
Pollock debuttò nella MLB il 18 aprile 2012, al Chase Field di Phoenix contro i Pittsburgh Pirates, ottenendo una base su ball. Il 19 aprile contro i Braves, realizzò il primo punto battuto a casa. Il 23 aprile contro i Phillies, Pollock venne schierato come sostituto battitore nella parte alta dell'ottavo inning, colpendo la sua prima valida. L'11 maggio contro i Giants, batté un doppio nel suo primo turno di battuta, gli fu concessa una base su ball intenzionale nel secondo e colpì il suo primo fuoricampo nel suo terzo turno. Concluse la stagione con 31 partite disputate nella MLB e 106 nella Tripla-A.
Nel 2013 partecipò all'intera stagione della MLB, mentre nel 2014 perse la seconda parte della stagione a causa di problemi fisici.
Nel 2015 venne convocato per il suo primo All-Star Game.
L'8 febbraio 2016, firmò un'estensione del contratto di due anni dal valore complessivo di 10.25 milioni di dollari con i D-backs. Al termine degli allenamenti primaverili si fratturò nuovamente il gomito destro questa volta cercando di colpire una palla durante un turno di battuta. Perse gran parte della stagione, concludendo in totale 12 partite nella MLB e altrettante nella minor league.
Il 26 gennaio 2019, Pollock firmò un contratto quadriennale con i Los Angeles Dodgers con inclusa un'opzione del giocatore per la stagione 2023. Il 30 aprile entrò nella lista degli infortunati per un'infiammazione del gomito destro. Tornò disponibile il 12 luglio e in settembre venne spostato all'esterno sinistro.

## Nazionale
Pollock partecipò con la nazionale statunitense ai Giochi Panamericani 2011.

## Vita Privata
Pollock crebbe come tifoso dei New England Patriots della NFL e con il padre, Al, frequentava spesso le partite in casa della squadra giocate a Foxborough, Massachusetts, a un'ora e quaranta di automobile da casa sua.

## Palmares

### Club
- World Series: 1

Los Angeles Dodgers: 2020

### Individuale
- MLB All-Star: 1

2015
- Guanto d'oro: 1

2015
- Giocatore del mese: 1

NL: aprile 2018
- Giocatore della settimana: 5

NL: 18 maggio e 1º giugno 2014, 23 agosto 2015, 6 maggio 2018, 11 luglio 2021

### Nazionale
- Giochi Panamericani:  Medaglia d'Argento

Team USA: 2011